# Château de Montjeu
Pour les articles homonymes, voir Montjeu (homonymie).
Le château de Montjeu est situé sur la commune de Broye en Saône-et-Loire, dans un parc occupé par une forêt, des étangs et les jardins, sur la montagne qui domine Autun.

## Description
La construction comprend un corps de logis encadré de deux ailes en retour d'équerre flanquées aux angles de quatre pavillons carrés. Des pierres appareillées marquent les angles des bâtiments et l'encadrement des fenêtres. Une porte encadrée de bossages et surmontée d'un fronton brisé ouvre sur la cour au centre du logis.
Des fossés autour du château et des canonnières dans les pavillons de chaque côté de l'entrée sont seuls à évoquer des éléments de défense. Dans l'aile sud, se trouve la chapelle revêtue de boiseries et ornée de peintures. Au Nord, les communs forment un ensemble imposant autour d'une cour, avec portail, abreuvoir monumental et pigeonnier.
Vers l'est, devant le château, au pied du rond-point d'où descendent deux degrés latéraux, une allée d'axe divise les parterres et aboutit à un bassin rond qui domine un vaste horizon de bois et de montagnes. Les parterres forment des compartiments de broderies avec des bassins, dominés de chaque côté par des terrasses plantées d'arbres en quinconce. À l'ouest, un parterre, avec bassin au centre, flanqué de salles de verdure, forme un jardin fermé par une grille. « On passe auprès du château de Montjeu, dont le parc a quatre lieues de tour : il est enceint de murailles. Près du parc est un étang, alimenté par des sources qui viennent des lieux les plus élevés : cet étang fournit l'eau aux moulins d'Autun. » a écrit en 1807 Aubin-Louis Millin.
Ce château fait l’objet d'une inscription au titre des monuments historiques depuis le 9 décembre 1929 et d’un classement depuis le 19 avril 1958.
S'agissant d'une propriété privée, il ne se visite pas.

## Historique

### Moyen Âge
Au Moyen Âge, les familles de Riveau et d'Ostun se succèdent à la tête de la seigneurie.

### Temps modernes

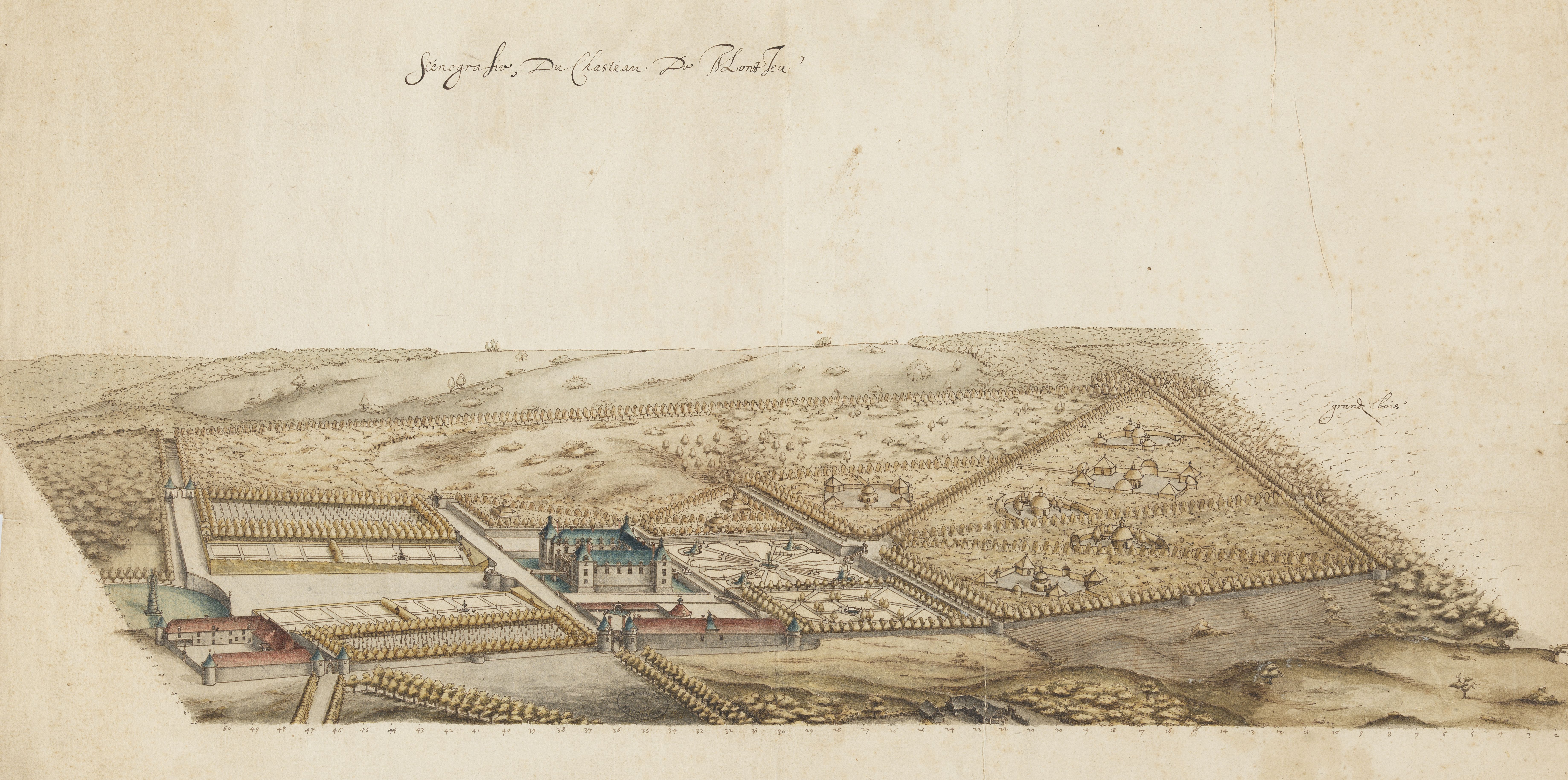
Vue à vol d’oiseau du château et du parc de Montjeu, s.d. [vers 1620] Archives nationales.

Schéma mettant en évidence la règle de proportion de la perspective de Montjeu : la largeur de la terrasse circulaire en sortant du château est proportionnée à la largeur de la demi-lune, vu depuis le premier étage du château.

En 1586, la baronnie de Montjeu-en Montagne est acquise pour 24 000 livres par le président Jeannin, originaire d'Autun, président au Parlement de Dijon, conseiller d'Henri IV, puis surintendant des Finances sous la minorité de Louis XIII. En 1606, Pierre Jeannin entreprend la construction du château ; à ceux qui s'étonnent de le voir construire dans un site désert, il répond « Je serai toujours assez loin des méchants, et mes amis sauront bien me trouver ». À partir de 1623, Pierre de Castille, le gendre du précédent, fait construire les grands escaliers du parc et exécuter le décor de la chapelle.
En 1665, la baronnie est élevée en marquisat. Durant la seconde moitié du XVIIe siècle, Nicolas Jeannin de Castille, fils du précédent, bâtit les communs au sud du château sur le même modèle qu'au nord et réalise les jardins à la française. Selon Charles-Athanase Walckenaer, Françoise de Rabutin-Chantal, qui vit alors à Autun, fréquente le château qui est en juillet 1656 le lieu de sa première rencontre avec sa nièce  Madame de Sévigné. 
En 1734, Voltaire assiste dans la chapelle au mariage de Marie Élisabeth Sophie de Lorraine-Harcourt, fille d'Anne Marie Joseph de Lorraine, prince de Guise et de Marie Louise Christine Jeannin de Castille, avec le maréchal de Richelieu.
En 1735, un incendie endommage le corps de logis central.
La veuve du président d'Aligre fait alors l'acquisition du château et remplace les ponts-levis devant et derrière le château par des ponts dormants et supprime le mur percé d'un portail monumental qui fermait la cour.
Durant la seconde moitié du XVIIIe siècle, le domaine passe au petit-fils des précédents, Louis-Michel Lepeletier de Saint-Fargeau

### Époque contemporaine
Au cours du XIXe siècle, un mariage apporte la propriété aux Talleyrand.
En 1893, le domaine échoit à la princesse de Ligne.
En 1939, le domaine de Montjeu est acheté par M. Roger Louis Demon, industriel du bois, qui pensait y trouver de très belles ressources.
Lui-même et sa femme, née Anne-Marie Lyon, se prennent d’une vraie passion pour cette propriété alors en très piètre état.
Le château était alors flanqué de deux corps de bâtiment importants, les communs avec écuries, pigeonnier et logements et une ferme.
Deux autres fermes étaient exploitées à la porte des Vernes de Lyre et à la porte de Broye.
Un grand chantier de restauration s’ouvre alors : 
- Reconstruction des chemins et revêtement de la route principale, qui permettait aux habitants de Broye de se rendre à Autun, en traversant la propriété,
- Remise en état des jardins à la française suivant les plans de Lenôtre, conservés au château,
- Coupe des arbres malades et dégagements des taillis. Conservation de la futaie « Rageot », magnifique bois de hêtres plus que centenaires. Replantation en résineux suivant le désir des eaux et forêts,
- Reconstruction du mur faisant le tour du parc de 750 hectares ; ce mur, d’environ 7 kilomètres était écroulé en de nombreux endroits,
- Reconstruction du potager qui se trouve en contrebas des parterres et fournit au domaine les fruits et légumes nécessaires.

M. Demon obtient après la guerre l’inscription aux Monuments historiques.
Dès 1948, la ferme principale est équipée d’un matériel de traite électrique des vaches importé des États-Unis. 
En 1950, les toitures du château sont refaites à l'ancienne et remises en état d’origine par suppression des gouttières, suivant les préconisations de l’administration des monuments historiques.
À l’intérieur, le château bénéficie de travaux visant à lui donner le confort adapté à l’époque.
La chasse était une des plus réputées de Bourgogne : sangliers, chevreuils et daims dans un enclos privé de 750 hectares.
Les étangs de la Toison fournissaient l’eau de la ville d’Autun et une pêche de plusieurs tonnes.
Le travail de renaissance de Montjeu sera reconnu et madame Demon recevra les Palmes académiques et le Mérite agricole.
Montjeu a permis à M. Demon, commandeur de la Légion d’honneur et « gueule cassée » de 1914-1918, de cacher une famille juive poursuivie par les nazis en 1944 ; l’institut Yad Vachem lui a décerné de ce fait le titre de « Juste parmi les Nations ».
À partir de 1963 : après l'incendie qui a détruit l'intérieur du corps de logis central et endommagé l'aile Nord, le propriétaire, le docteur Willy Manchot (de), fait réparer le château.
À la fin des années 1980, le château est racheté par le milliardaire franco-britannique, Sir Jimmy Goldsmith. La propriété est  fermée au public.
Le nouveau propriétaire entreprend immédiatement une œuvre de restauration intérieure et extérieure très importante.   Restauration des communs et pavillons et, surtout, reconstruction des jardins à la française et des bassins extérieurs qui étaient à l'abandon et quasiment en ruine. Le résultat final est assez spectaculaire comme en témoignent des vues par paramoteur disponibles sur Internet.
Il se dit qu'il s'agit du plus grand parc clos privé d'Europe (704 hectares enserrés par 10,6 km de murs).